# Tim Rose
Tim Rose, właśc. Timothy Alan Patrick Rose (ur. 23 września 1940 w Waszyngtonie, zm. 24 września 2002 w Londynie) – amerykański piosenkarz folkowy i kompozytor.

## Życiorys

### Wczesne lata
Tim Rose nigdy nie wyjawił swojego wieku, jednak zgodnie z notą firmy Columbia dla prasy przyjąć można, iż urodził się 23 września 1940 prawdopodobnie w Waszyngtonie. Wspominał, że w dzieciństwie słuchał bluesowych audycji Wolfmana Jacka. Jego babka była taperką, a wychowująca go ciotka studiowała operę.
Pierwszym jego instrumentem było 5-strunowe bandżo, a potem gitara. Był na tyle dobrym muzykiem, że zdobył nagrodę najlepszego muzyka w szkole. Po rezygnacji z seminarium wstąpił do wojska i został nawigatorem w siłach lotniczych. Po powrocie do cywila mieszkał w Waszyngtonie, Nowym Jorku i Chicago, wszędzie wchodząc na dalsze stopnie rozwoju muzycznego.
Jego nazwisko można spotkać w iście meandrycznych drzewach rodzin muzycznych takich jak The Lovin' Spoonful, The Mamas and the Papas i wielu innych: The Triumvirate, Michael and Timothy, The Smoothies. Najważniejsza z nich grupa to The Big Three. W The Smoothies grali John Phillips (później z The Mamas and the Papas) i Scott McKenzie (pamiętny z przeboju „San Francisco”, w którym grał na gitarze także Tim). Po grze w tym zespole Rose nagrał kilka albumów z grupą The Journeymen (John Phillips, Scott McKenzie i Dick Weissman – nagrali trzy albumy dla Capitolu). Potem założył duet „Michael and Timothy” z Michaelem Boranem (także członkiem The Smoothies). Następnie spotkał Mamę Cass Elliot i przeprowadził się do Chicago, gdzie z Johnem Brownem stworzyli The Triumvirate (1962). The Big Three powstał, gdy Brown został zastąpiony przez piosenkarza i gitarzystę Jamesa Hendricksa. Ta grupa nagrała dwa albumy w pierwszej połowie lat 60. wykazujące wpływy folku i muzyki gospel. Zespół rozpadł się w 1964 r. na skutek zatargów między dwoma dominującymi jej członkami – Timem i Mamą Cass. Tim chciał się zelektryfikować, a Mama Cass pragnęła pozostać przy tradycyjnym folkowym brzmieniu. Ślady tego konfliktu widać w ich nagraniach. Następną jego grupą była The Feldmans, z którą dotarł do Greenwich Village w Nowym Jorku i gdzie występowali w klubie Night Owl. Jednak gdy Columbia postanowiła podpisać z nim kontrakt porzucił zespół, ku zaskoczeniu innych muzyków. Pierwszy singel (kompozycja Chipa Taylora, autora hitu „Wild Thing” grupy The Troggs) został nagrany z muzykami z Area Code 615.

### Kariera solowa
Wkrótce także nagrał swój pierwszy album Tim Rose, na którym zbudował swoją reputację. Był to jeden z najlepszych debiutów wszech czasów. Zawdzięczał wiele fantastycznym muzykom, którzy wzięli udział w jego nagraniu: znakomitemu perkusiście Bernardowi Purdie, basiście Richiemu Hussanowi (z The Feldmans), drugiemu basiście Felixowi Pappalardiemu, gitarzyście Jayowi Berlinerowi i drugiemu gitarzyście Hugh McCrackenowi.
Trzy najlepsze utwory albumu: „Hey Joe”, „Morning Dew” i „Come Away, Melinda” nie były jego kompozycjami. „Morning Dew” i „Come Away, Melinda” były utworami ostrzegającymi przed atomową apokalipsą.
Rose miał wszelkie przymioty, aby stać się gwiazdą. Miał głos porównywalny z głosami Roda Stewarta i Joe Cockera, świetnie wypadał podczas koncertów, pisał nieraz dobre utwory, miał wielkie wzięcie u DJ-ów, lubiła go prasa i krytycy – i mimo tego wszystkiego nie odniósł sukcesu...
Od 1967 r. zaczął często bywać w Wielkiej Brytanii, gdzie też spędził większość 1968 r. Po 1967 r. kilkakrotnie tam występował, a później jego grupą akompaniującą był zespół Aynsleya Dunbara. Szybko zdobył opinię znakomitego i charyzmatycznego wykonawcy. Powtórne tournée nastąpiło w 1968 r. i w towarzyszącym mu triu za perkusją zasiadał John Bonham. Kilkakrotnie pojawił się w TV i odbył sesje nagraniowe dla radia. Ukazał się także jego singel, folkrockowy „Long Haired Boy”, którego producentem był Al Kooper. Singlowi towarzyszył biało-czarny filmik promocyjny. Był to jeden z najlepszych utworów jego autorstwa; był często puszczany w radiu, miał świetne recenzje i... nie stał się przebojem ani w Wielkiej Brytanii ani w USA.
Rok później ukazał się jego drugi album, nagrany w Nowym Jorku, Through Rose Colored Glasses. Przez większość był uważany za rozczarowującą płytę. Był zdecydowanie bardziej popowy od poprzedniego, chociaż i tu są bardzo interesujące i wymyślne aranżacje z instrumentami dętymi, skrzypcami itp. W nagraniu wzięła udział wielu muzyków studyjnych i, zdaniem Rose'a, żaden z nich nie był w stanie zrealizować jego muzycznej wizji. 8 piosenek (na 12) było jego kompozycjami, a najlepszym utworem jest niewątpliwie „Angela”. Album wykazuje cechy stylu Rose'a: eklektyzm, ambicję, różnorodność (bez wysiłku przechodził z bluegrassowego utworu na bandżo, poprzez folk-rock, pop do mocnego rocka). Mogło to być zaletą, ale okazało się największą jego wadą. Tim Hardin czy Tim Buckley potrafili stopić różnorodne wpływy w swój niepowtarzalny styl, a nagrania Rose'a wykazują brak tożsamości. Było to zresztą już widoczne przy jego wspaniałym pierwszym albumie.
Artysta powraca do Stanów, gdzie występuje mając u boku gitarzystę Andy'ego Summersa. Dorabiał także wtedy na życie jako czarterowy pilot.
W 1970 r. nagrał w studiu Island nowy album dla firmy Capitol Love – a Kind of Hate Story. Do pomocy otrzymał znakomitych muzyków, takich jak np. perkusista Clem Cattini czy basista Herbie Flowers. W rezultacie powstał dość niezborny album, pokazujący olbrzymie możliwości Rose'a, ale także jego niezdecydowanie i brak własnego, zdecydowanego stylu. Efekt był więc rozczarowujący. Aranżacje były dość chaotyczne i często przytłumiały jego znakomity przecież głos. Pięć utworów zostało skomponowanych przez Tima i na pewno najlepszy z nich to „I Know Two People” (o rozpadającym się małżeństwie). Świetna była jego wersja Bee Gees „I Gotta Get a Message”. Pojawił się także w programie brytyjskiej TV Tops of the Pops, promując swój singel. Album został całkowicie zignorowany w Stanach i muzyk powrócił do swych niepełnoetatowych prac: pilota, muzyka i użyczał swojego głosu do reklam.
W 1972 r. nagrał kolejny album Tim Rose dla Playboy Records. I znów otrzymał znakomitych muzyków. Towarzyszył mu Gary Wright, były muzyk grupy Spooky Tooth ze swoim zespołem Wonderwheel, w którym na gitarze grał Mick Jones. Płyta znów okazała się niespójna. Bardzo dobre były dwie kompozycje artysty, instrumentalna „You Can't Keep Me” i „Going Down to Hollywood”. Trzy kompozycje Wrighta były rockowymi utworami w stylu południowego rocka, słabo zaśpiewanymi przez Rose'a. Natomiast bardzo dobrze zabrzmiała wersja beatlesowskiego „You've Got to Hide Your Love Away” w stylu Joe Cockera. Album został dobrze przyjęty w USA ale firma Heffnera nie miała doświadczenia ani możliwości marketingowych i także ta płyta nie odniosła sukcesu. W 1974 r. album ukazał się także w Wielkiej Brytanii, wydany przez firmę Dawn. Rose udał się więc tam, gdzie w dalszym ciągu był bardzo poważany jako artysta. Singel „You've Got to Hide Your Love Away” został wybrany singlem tygodnia przez New Musical Express, artysta miał dobrą prasę, kilka razy bardzo dobrze przyjęty pojawił się w TV, ale to nic nie pomogło i singel, i album nie zostały w ogóle dostrzeżone.
Rose podpisał kontrakt z firmą Atlantic, dla której nagrał w Walii w 1975 r. następny album The Musician. W sesjach wzięli udział Andy Summers i B.J. Cole (elektryczna gitara hawajska). Była to jednak najsłabsza płyta artysty. Zrezygnował na niej z rockowych wypadów i w rezultacie powstał nijaki softrockowy album z lekkimi wpływami jazzu i muzyki country. Aranżacje wykazywały zupełny brak jakiegoś zdecydowanego kierunku. Recenzje były niedobre. Był to najsłabszy album w całej karierze Rose'a.
Muzyk pozostał jakiś czas w Wielkiej Brytanii występując, m.in. z Timem Hardinem, ale rewolucja punkowa spowodowała, że Londyn stał się bardzo niegościnnym miejscem dla tego typu artystów. Jednak w 1977 r. Atlantic urządziło sesję nagraniową dla projektowanego albumu The Gambler, który okazał się przearanżowanym i przeprodukowanym produktem, którego firma nigdy nie wydała.

### Okres schyłkowy kariery
Załamany psychicznie, fizycznie i finansowo Rose za pożyczone pieniądze powrócił do USA. Tymczasem w USA wszystkie jego dawne kontakty muzyczne się urwały. Nie mogąc utrzymać się z muzyki, rozpoczął pracę instalatora ścian. Wkrótce zaczął także nagrywać reklamy (jedna z najsłynniejszych, to reklama dżinsów firmy Wrangler, która była prezentowana przez pięć lat), i jego finansowa sytuacja nieco się poprawiła. Ukończył wobec tego studia, ale tylko po to, aby się przekonać, że przez ten czas jego nowe kontakty telewizyjne także się urwały.
Rozpoczął więc pracę jako makler giełdowy, co trwało do krachu w 1987 r. Ożenił się i znów zaczął podkładać głos w reklamach. Zaczęły się jego problemy z alkoholem. Od czasu do czasu występował w niewielkich klubach nowojorskich. Ok. 1990 r. małżeństwo się rozpadło z powodu alkoholizmu artysty i wtedy zdecydował się przestać pić. Był zupełnie nieświadomy, że w Wielkiej Brytanii nastąpiło ponowne zainteresowanie nim, a Nick Cave nagrał w 1986 r. jego piosenkę „Long Time Man”. Równocześnie ponownie wydano jego albumy i stał się znany wśród nowej generacji słuchaczy. W 1996 r. nagrał kilka pokazowych (demo) utworów w Wielkiej Brytanii. Wystąpił również w klubie Half Moon w południowym Londynie z koncertem, który został znakomicie przyjęty.
W 1997 r. Rose wydał swój pierwszy od ponad dwudziestu lat album Haunted, w małej niezależnej firmie Best Dressed Records. Był to zbiór nagrań koncertowych z pokazowymi. Wszystko było przygotowane naprędce, z niedobrą okładką i w dodatku bez żadnych usiłowań ze strony firmy aby album sprzedać. Płyta prezentowała znakomicie śpiewającego artystę oraz kilka jego świetnych kompozycji (zwłaszcza „He Never Was a Hero”).
Od tego czasu Rose występował regularnie mieszkając w Londynie, a w 1999 r. odbył tournée z grupą Roberta Planta Priory of Brion. Zaczął także nagrywać album w Norwegii a duńska TV przygotowała o nim film biograficzny. W 2001 r. artysta występował z Tim Rose Band, m.in. otworzył festiwal jazzowy w Bergen (Blues and Jazz Festival) w Norwegii.
Rose tak podsumował swoją karierę Moim perkusistą był John Bonham – sześć miesięcy później jest w Led Zeppelin. Andy Summers był moim gitarzystą – sześć miesięcy później jest w The Police. Jeśli wyliczysz takie rzeczy, to wydaje się, że taki był wzór mojego życia. Nie było moim przeznaczeniem stać się wielką gwiazdą. Może powinienem się zabić. Inni to zrobili. Pragnę tylko tego, żeby zarobić trochę więcej pieniędzy.
Tim Rose zmarł na serce po drugiej operacji raka 24 września 2002 r. w Londynie w Anglii.

## Dyskografia

### Albumy
THE BIG THREE
- The Big Three (1963)
- Live at the Recording Studio (1964)
- The Big Three Featuring Mama Cass (1995) (kompilacja z dwu albumów).

TIM ROSE
- Tim Rose (1967) ***** na perkusji Bernard Purdie, na basie Felix Pappalardi
- Through Rose Colored Glasses (1969) ***
- Love – a Kind of Hate Story (1970) ** Clem Cattini na perkusji, Herbie Flowers na gitarze basowej
- Tim Rose (1972) **
- The Musician (1975) * na instr. klawiszowych gra Tommy Eyre
- Unfinished Song (1976) (26-minutowy album oparty na brzmieniu gitary – Andy Summers!, został wydany bez zgody artysty przez małą firmę Tiger Lily, której właściciel wszedł w posiadanie taśmy z tymi nagraniami)
- The Gambler (1991) (album nagrany w 1977 r. dla Atlantic i zatrzymany na półce. Gitarzystą jest Andy Summers)
- Haunted (1997) **
- American Son (2002) ostatni album artysty
- Snowed (2003) pośmiertny

### Single
- 1966 – „I'm Bringing It Home/Mother, Father, Where Are You?”
- 1966 – „Hey Joe/King Lonely the Blue”
- 1966 – „I Gotta do Things My Way/Where Was I?”
- 1967 – „I'm Gonna Be Strong/I Got a Loneliness”
- 1967 – „Morning Dew/You're Slipping Away from Me”
- 1967 – „Long Time Man/I Got a Loneliness”
- 1967 – „Come Away Melinda/nieznany”
- 1968 – „Long Haired Boy/Looking at a Baby”
- 1968 – „I Guess it's Over/Hello Sunshine”
- 1969 – „Roanoke/Baby Do You Turn Me On”
- 1970 – „I Gotta Get a Message to You/Ode to An Old Ball”
- 1972 – „You've Got to Hide Your Love Away/If I Were a Carpenter”
- 1973 – „You've Got to Hide Your Love Away/It Takes a Little Longer”
- 1975 – „The Musician/7:30 Song”
- 1975 – „The Musician/It's Not My Life That's Been Changin'”
- 1975 – „Morning Dew/7:30 Song”
- 1979 – Tim gościnnie występuje na „Boys on the Dole” punkrockowej grupy Neville Wanker and the Punters.